# Panggih
Panggih is een bestuurslaag in het regentschap Mojokerto van de provincie Oost-Java, Indonesië. Panggih telt 3215 inwoners (volkstelling 2010).